# Colegio Moisés Mussa
La escuela más antigua en funcionamiento es la escuela Moisés Mussa de Rancagua, llamada Escuela N•1 o Escuela superior de hombres, fundada en 1791.
Colegio Moisés Mussa es una escuela pública chilena de la ciudad de Rancagua, dedicada a la educación básica. Es el establecimiento educacional público más antiguo de Chile, ya que fue fundado en 1791, casi dos décadas antes del inicio del periodo de la Independencia de ese país.

## Historia

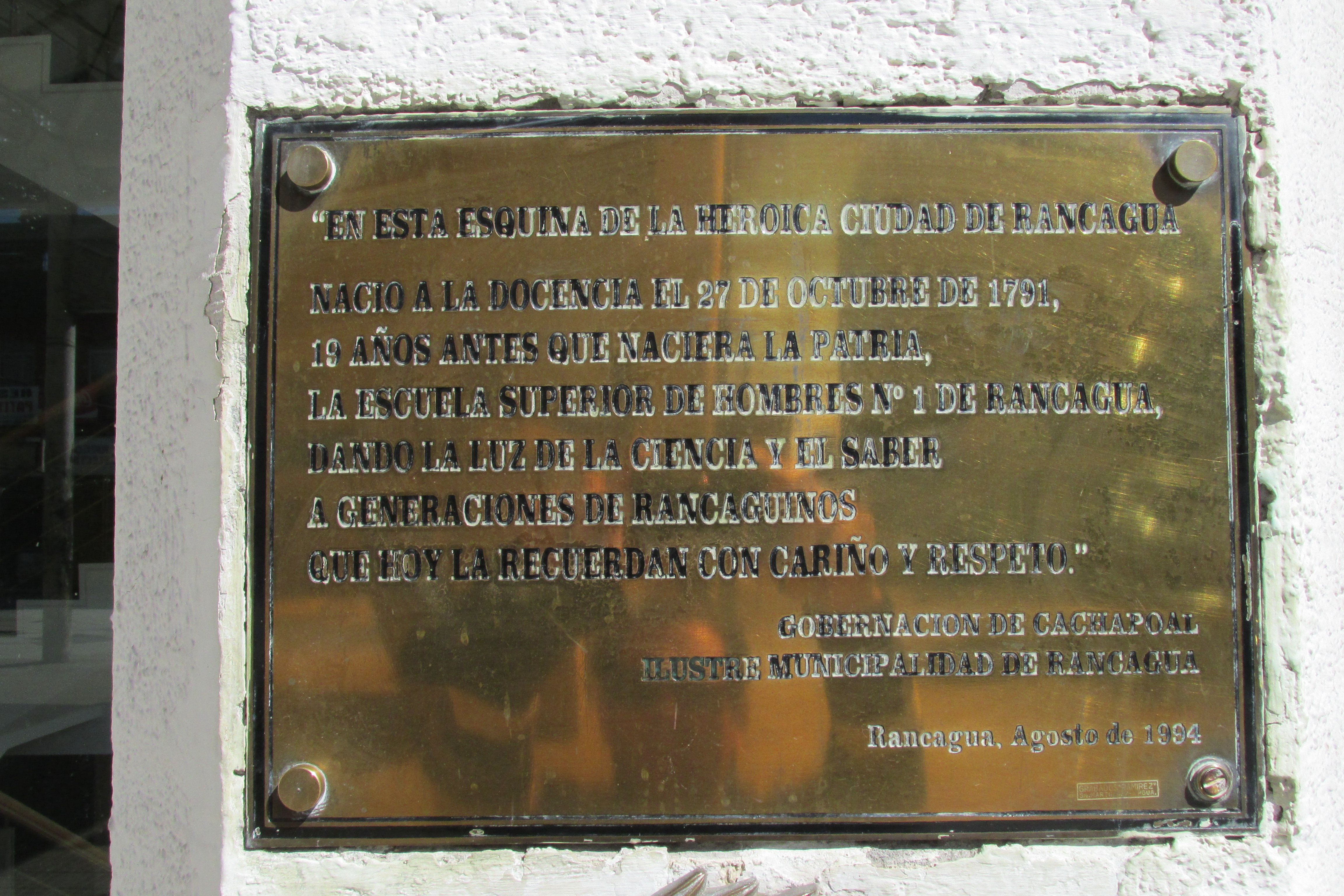
Placa recordatoria en donde se ubicaba anteriormente la escuela, en la esquina de las calles Independencia y Bueras.

Fue fundada en la entonces llamada Villa Santa Cruz de Triana —hoy Rancagua— el 27 de octubre de 1791, durante el reinado de Carlos IV, por iniciativa del subdelegado-intendente Juan Antonio Cortés. En diciembre de ese año, el gobernador Ambrosio O'Higgins dictó el decreto que constituyó la Escuela Elemental de Primeras Letras, dejándola bajo administración del Cabildo de la Villa.
La escuela se inició con 19 estudiantes a cargo del profesor Salvador de Boubi, de origen español, quien fue autorizado a enseñar lectura y escritura, matemática e historia sagrada.
Durante la década de 1860 se renombró como Escuela Elemental de Hombres N° 1, y tuvo como profesor a Juan B. Moreno. A mediados de dicha década el colegio funcionaba en calle Campos 450, a sólo una cuadra de la Plaza de los Héroes.
Tras el Primer Congreso Nacional de Pedagogía, realizado durante el gobierno de José Manuel Balmaceda, se establecieron pautas educacionales a través del Prontuario de Lejislación Escolar (sic), que incluía la fijación de una jornada escolar, el currículo educacional y las escuelas normales. Benito Durán asumió como el primer director del colegio en 1888.
En 1894 fue nombrada Escuela Superior de Hombres N°1. En 1900 jubiló Benito Durán, quien fue sucedido por Francisco Vera. El 13 de julio de ese mismo año el Estado compró una casona para instalar la escuela, ubicada en la intersección de las calles Independencia con Bueras, antes perteneciente a la familia Cuadra Miranda. Tras Vera, asumió como director Jerónimo Elgueta Jaraquemada, quien también fue el fundador de la "Brigada de Boy Scout Nº 1" en 1913.

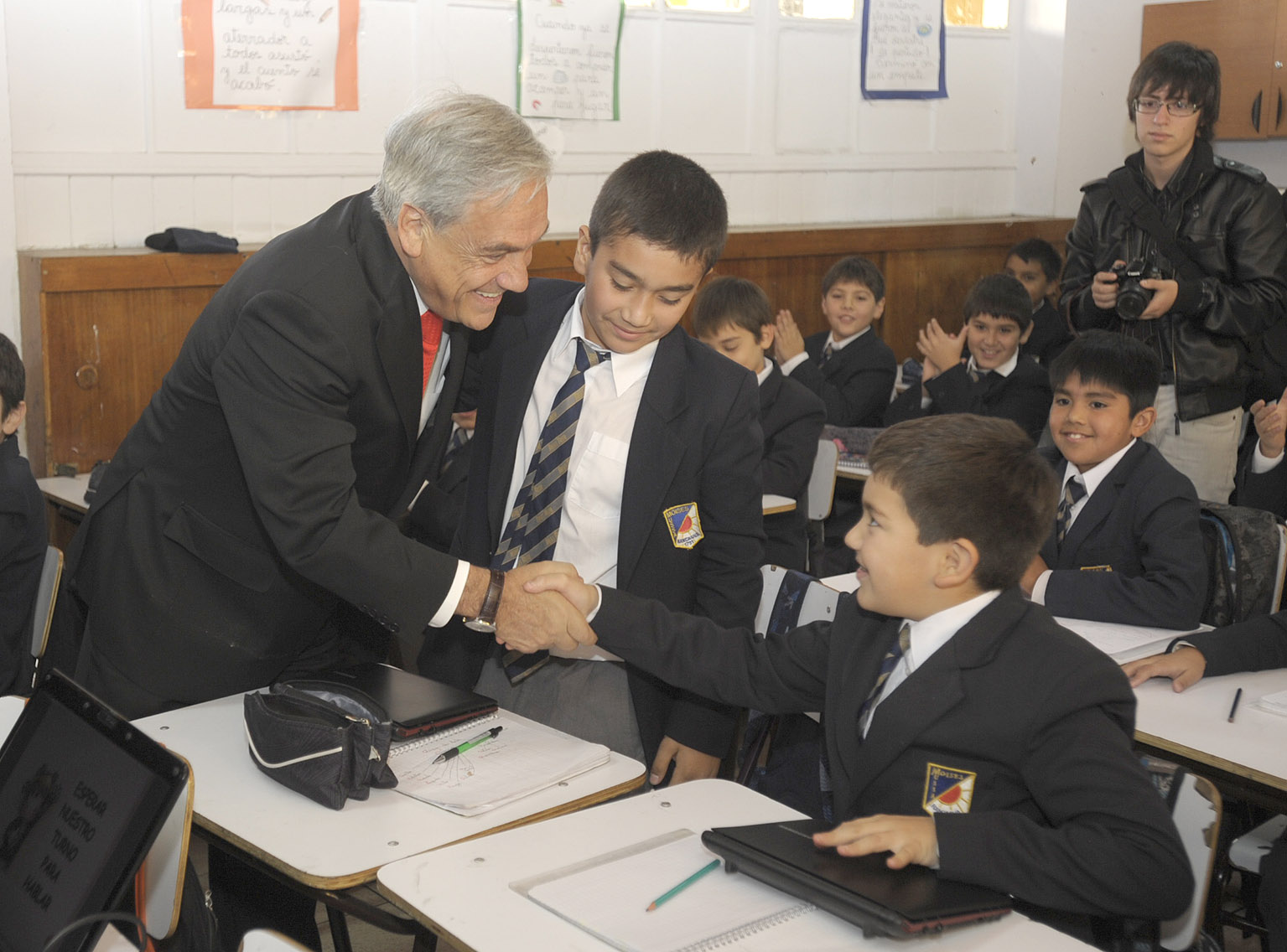
El presidente Sebastián Piñera visitando el colegio en 2012.

El destacado educador Moisés Mussa fue profesor en la escuela en la década de 1920, y en 1964 donó su biblioteca personal al establecimiento. Tras haber pasado por varias instalaciones, en 1960 se trasladó a su actual ubicación, en calle O'Carrol. En 1978 fue renombrada Escuela D-N° 6, y en 1985 recibió su nombre actual.
Fue declarado Patrimonio Educacional por la UNESCO. Actualmente tiene 1300 estudiantes.

## Directores
Esta lista está incompleta.
- Benito Durán (1888-1900)
- Francisco Vera (1900-1920)
- Jerónimo Elgueta
- Moisés Mussa
- Marcial Cárdenas
- Patricio Meléndez (1978-1998)
- Sergio Cantillana (1998-2018)
- Mónica Gálvez Urbina (2018- Mayo del 2024)
- Jorge Henríquez Rojas, director actual

.

## Exalumnos destacados
- Germán Riesco,[10] político, expresidente de la República.
- Florencio Durán,[10] político, exsenador y exdiputado.
- Rodolfo Seguel,[10] político, exdiputado.
- Esteban Valenzuela,[10] político, exdiputado y exalcalde de Rancagua.
- Darío Valenzuela,[10] político, exalcalde de Rancagua.

## Himno
- Letra: Víctor Molina Neira
- Música: Tito Lederman y Arnaldo Vidal

Madre tenaz que cada día,
cumples tu siembra de bondad,
te vio nacer un sol antiguo
¡salve a tu ilustre antigüedad!
Te comparamos con un árbol
que ahonda en siglos su raíz:
pero en que cada primavera
brinda su flor al porvenir.
Que cada nuevo año
te de más juventud.
Mi noble escuela
por dos veces centenaria,
¡Salud, salud, salud!
Para nombrarte en nuestros labios
quieren ser dulces como miel,
para mirarte en nuestros ojos
suave de luz quisieran ser.
Para tocarte en nuestras manos
usan blandura de vellón.
Y para amarte se hace inmenso
inmenso nuestro corazón.
Que cada nuevo año
te de más juventud.
Mi noble escuela
por dos veces centenaria,
¡Salud, salud, salud!